# John W. Gwynne
John Williams Gwynne (* 20. Oktober 1889 in Victor, Iowa; † 5. Juli 1972 in Waterloo, Iowa) war ein US-amerikanischer Politiker. Zwischen 1935 und 1949 vertrat er den Bundesstaat Iowa im US-Repräsentantenhaus.

## Werdegang
John Gwynne besuchte die öffentlichen Schulen seiner Heimat. Nach einem anschließenden Jurastudium an der State University of Iowa in Iowa City und seiner im Jahr 1914 erfolgten Zulassung als Rechtsanwalt begann er in Waterloo in diesem Beruf zu praktizieren. Dort war er auch in der Landwirtschaft tätig. Während des Ersten Weltkrieges war er von 1917 bis 1919 Oberleutnant in der US Army. Zwischen 1920 und 1926 amtierte Gwynne als städtischer Richter in Waterloo; von 1929 bis 1934 war er Bezirksstaatsanwalt im Black Hawk County.
Politisch war Gwynne Mitglied der Republikanischen Partei. Bei den Kongresswahlen des Jahres 1934 wurde er im dritten Wahlbezirk von Iowa in das US-Repräsentantenhaus in Washington, D.C. gewählt. Dort trat er am 3. Januar 1935 die Nachfolge des Demokraten Albert C. Willford an, den er bei der Wahl geschlagen hatte. Nach sechs Wiederwahlen konnte er bis zum 3. Januar 1949 sieben zusammenhängende Legislaturperioden im Kongress absolvieren. In der ersten Phase seiner Zeit im US-Repräsentantenhaus wurden dort viele der New-Deal-Gesetze beraten und verabschiedet, wobei die Republikaner diesen Gesetzen eher ablehnend gegenüberstanden. Von 1941 bis 1945 überschatteten der Zweite Weltkrieg und die damit verbundenen Ereignisse auch den Kongress. Die letzten Jahre seiner Dienstzeit in Washington waren durch den beginnenden Kalten Krieg geprägt.
Im Jahr 1948 wurde Gwynne von seiner Partei nicht mehr für eine weitere Wiederwahl nominiert. Zwischen 1953 und 1959 war er Mitglied der Bundeshandelskommission, deren Vorsitz er von 1955 bis 1959 innehatte. Danach zog er sich in seinen Ruhestand zurück, den er in Waterloo verbrachte, wo er am 5. Juli 1972 verstarb.